# José Ángel Mendívil Ros
José Ángel Mendívil Ros (Urbiola, 1948)ha sido un piloto español de competición de motociclismo deportivo, actualmente empresario. 

## Biografía
Destacó en competiciones nacionales de motocross durante las décadas de 1960 y 1970, llegando a ganar un trofeo y dos Campeonatos de España de este deporte. Aparte del motocross, practica toda clase de modalidades motociclistas, ya sean pruebas de trial, enduro (también llamado Todo Terreno), velocidad o ascenso de montaña, y va a ser campeón vasconavarro de todas estas especialidades. Su superioridad en el País Vasco y en Navarra era tal que, durante su etapa de actividad, los medios de comunicación le llamaban a menudo Mendívil el Grande.
Mendívil debutó de muy joven, en 1963, en carreras de velocidad, donde pilotando motocicletas Derbi y OSSA llegó a correr contra pilotos de la talla de Ángel Nieto, Ramón Torras y Santiago Herrero. En 1966 probó el motocross y descubrió que esta disciplina se adaptaba más a su estilo, consiguiendo a la primera el Trofeo nacional de 125 cc. Enseguida entró como piloto oficial en Bultaco, marca con la que corrió hasta el final de su carrera deportiva a pesar de recibir a menudo ofertas de varios equipos (entre otros, OSSA, Rieju y Montesa). Con su victoria en el Campeonato de España de 125 cc de 1973, José Ángel Mendívil fue el primer no catalán en ganar este campeonato, instaurado en 1959.
Originaria de la comarca de la Estella Oriental, la familia Mendívil se establece en la zona de Bilbao cuando José Ángel era bien pequeño. Su hermano mayor, Jesús María Mendívil, fue también un destacado piloto de motocross durante la década de 1960 y fue muy popular en Vizcaya, donde funda, por ejemplo, el Moto Club Bilbaíno. Desde 1972, José Ángel regenta un establecimiento comercial en Lejona, Motocicletas J.A. Mendívil.

## Palmarés en el Campeonato de España de motocross
| Año                     | Motocicleta   | 500 cc | 250 cc | 125 cc |
| ----------------------- | ------------- | ------ | ------ | ------ |
| 1966                    | Bultaco       | -      | -      | 1.º    |
| 1967                    | Bultaco       | -      | -      | 2.º    |
| 1968 - 1971 : Sin datos |               |        |        |        |
| 1972                    | Bultaco       | -      | 3.º    | ?      |
| 1973                    | Bultaco       | -      | 2.º    | 1.º    |
| 1974                    | Bultaco       | -      | 1.º    | -      |
| 1975                    | Bultaco       | -      | 2.º    | -      |
| 1976                    | Bultaco       | 10.º   | 7.º    | -      |
| 1977                    | Bultaco       | -      | 9.º    | -      |
| Total títulos           | Total títulos | 0      | 1      | 2      |